# Krummendiek
Krummendiek ist eine Gemeinde im Kreis Steinburg in Schleswig-Holstein.

## Geografie

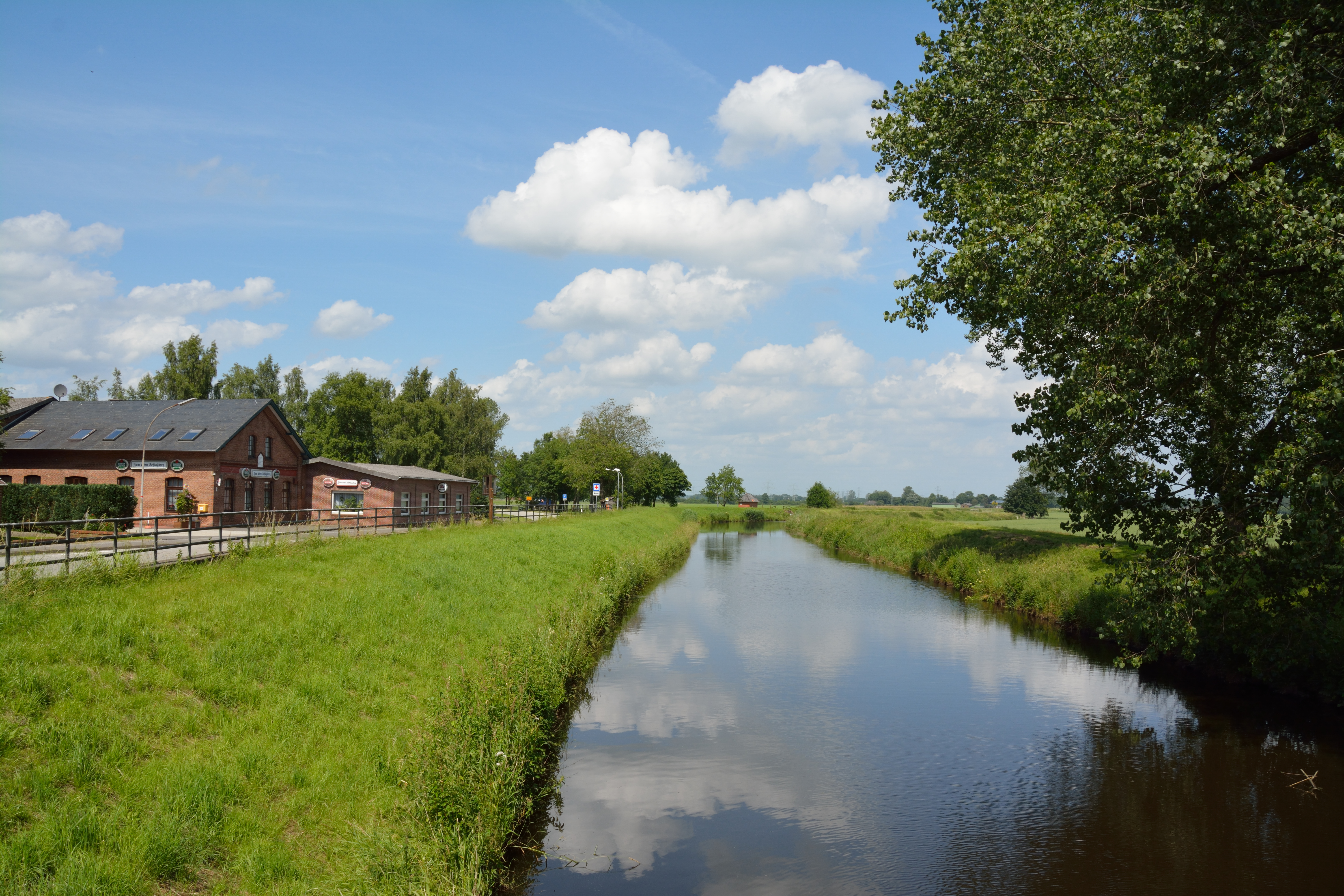
Die Bekau in Krummendiek

Das Gemeindegebiet von Krummendiek erstreckt sich am Rande der zum Naturraum Holsteinische Elbmarschen zählenden Wilstermarsch. Die Bekau fließt durch die Gemeinde. Neben dem Kirchdorf gleichen Namens befinden sich auch die weiteren Wohnplätze Luxbrücke und Marschhof, zwei Höfesiedlungen, im Gemeindegebiet.

## Geschichte
Im 13. Jahrhundert wurde ein befestigter Herrensitz an der Bekau errichtet. Im Jahre 1227 erhielt der damalige Besitzer des Gutes, Hartwig Busche de Crummendike, von Graf Adolf IV. von Holstein das umliegende Land samt der Siedlung zu Lehen. Im Jahre 1402 gelangte es durch Verkauf zunächst in den Besitz der Rantzaus; in den folgenden Jahrhunderten zählten dann auch andere holsteinischer Adelsgeschlechter wie Sehestedt und Ahlefeldt zu den Besitzern. Im Jahre 1657 wurde der Herrensitz von den Schweden zerstört. Das Gut Krummendiek wurde später in der heutigen Gemeinde Kleve neu errichtet.
In der Gemeinde befindet sich die St.-Georg-Kirche, die 1699 einen mittelalterlichen Bau ersetzte.

## Politik

### Gemeindevertretung
Bei der Kommunalwahl am 14. Mai 2023 wurden insgesamt sieben Sitze vergeben. Diese fielen erneut alle an die Kommunale Wählervereinigung Krummendiek. Die Wahlbeteiligung betrug 63,8 %.

### Wappen

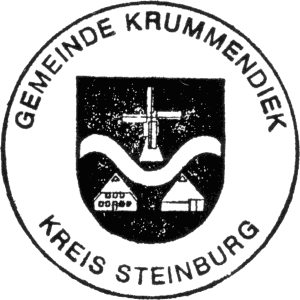
Siegel der Gemeinde Krummendiek

Das „Wappen“ der Gemeinde ist heraldisch nicht beschreibbar und somit kein Wappen im eigentlichen Sinne, sondern den Bildsiegeln zuzuordnen. Es wurde nach dem Zweiten Weltkrieg in Ermangelung von Dienstsiegeln, die frei von nationalsozialistischen und kaiserlichen Symbolen sind, von der Gemeinde gewählt und wird heute noch verwendet.

## Verkehr
Das Gemeindegebiet wird etwa sieben Kilometer westlich von Itzehoe von der Landesstraße 327 (siehe Liste der Landesstraßen in Schleswig-Holstein) durchquert. Der Abschnitt stellt eine Querverbindung zwischen der Bundesstraße 5 in Meldorf und Itzehoe her und war vor Verlängerung der Bundesautobahn 23 von Itzehoe nach Heide als Bundesstraße 431 gewidmet.

## Söhne und Töchter der Gemeinde
- Heinrich Wolf (* 1801 in Krummendiek; † 1887 in Ballenstedt), evangelischer Theologe